# Otòfon de corn

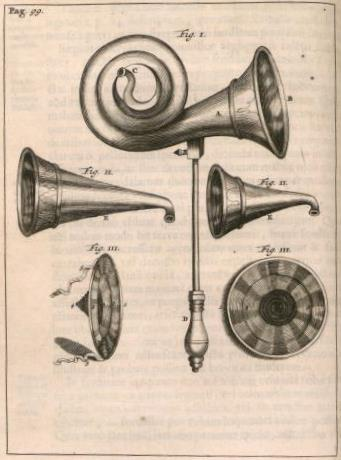
Dibuix del de diverses trompetes d'oïda.

Un corn otòfon, o corn acústic, és un dispositiu tubular o en forma d'embut que recull les ones sonores i les condueix a l'oïda. Es van utilitzar com a precursors dels audiòfons actuals, permetent un enfortiment de l'impacte de l'energia sonora al timpà i, per tant, va millorar l'audició per a les persones sordes o amb problemes d'audició. Les trompetes estaven fetes de xapa, plata, fusta, petxines de cargol o banyes d'animals. Cal aclarir que una trompeta acústica no "amplifica" el so, sinó que pren la potència rebuda en una àrea gran i la concentra en una àrea més petita. El so rebut és més fort però no s'ha creat energia en el procés.

## Història
L'ús de trompetes acústiques es remunta al segle xvii. La primera descripció d'una trompeta la va donar el sacerdot jesuïta i matemàtic francès Jean Leurechon a la seva obra Recreations mathématiques (1634). El polímata Atanasio Kircher també va descriure un dispositiu similar el 1650.
A finals del segle xviii el seu ús s'estava tornant cada cop més comú. Les trompetes d'orella còniques plegables van ser fabricades per fabricants d'instruments de forma única per a clients específics. Els models més coneguts de l'època van incloure la trompeta Townsend (ideada per l'educador auditiu John Townshend), la trompeta Reynolds (construïda especialment per al pintor Joshua Reynolds ) i la trompeta Daubeney.

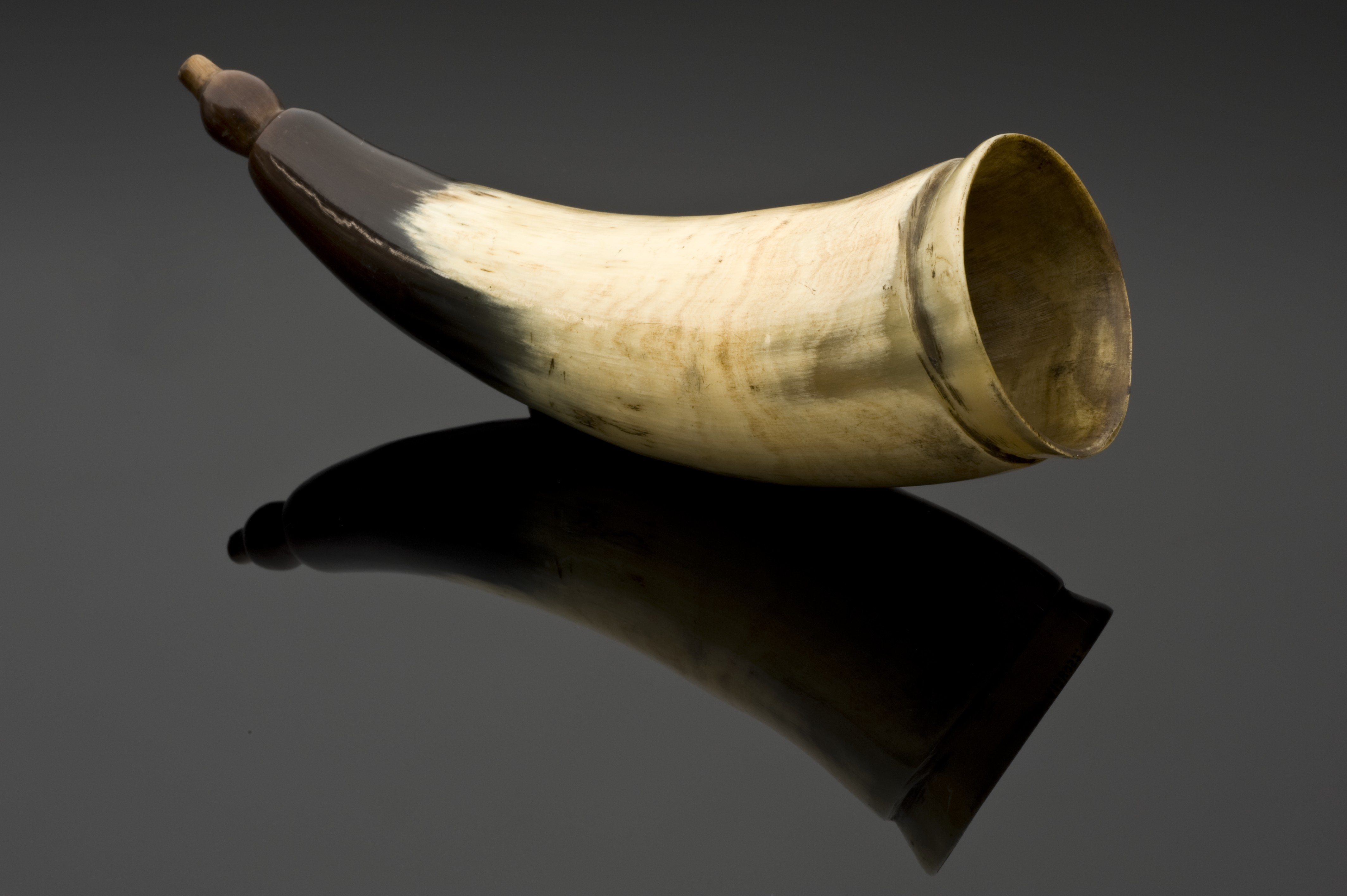
Corn acústica feta a partir de la banya dun animal.

La primera empresa a començar la producció comercial de trompetes va ser establerta per Frederick C. Rein a Londres el 1800. A més de produir cornetes acústiques, Rein també va vendre ventiladors auditius i tubs acústics. Aquests instruments van ajudar a concentrar lenergia del so, sense deixar de ser portàtils. No obstant això, aquests dispositius generalment eren voluminosos i havien de ser sostinguts físicament des de baix. Més tard, es van utilitzar trompetes i cons més petits i portàtils com a audiòfons.
Rein va rebre l'encàrrec de dissenyar una cadira acústica especial per al rei Joan VI de Portugal el 1819. El tron va ser dissenyat amb braços ornamentats i tallats que semblaven les boques obertes dels lleons. Aquests forats actuaven com l'àrea de recepció de l'acústica, que es va transmetre a la part posterior del tron a través d'un tub parlant i per això a l'orella del rei. Finalment, a finals de 1800, la botzina acústica, que era un tub que tenia dos extrems, un con que capturava el so i finalment es va fer per cabre a l'oïda.

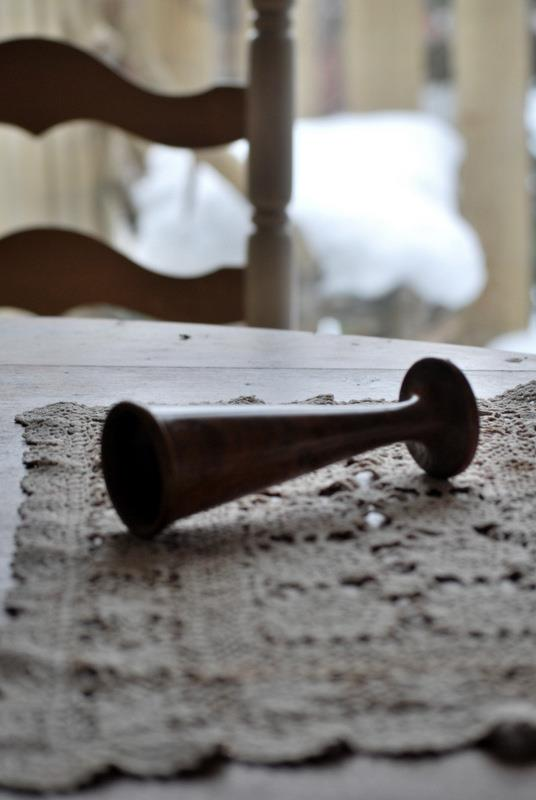
Estetoscopi de Pinard fet de fusta.

Johann Nepomuk Mälzel va començar a fabricar trompetes d'oïda a la dècada de 1810. En particular, va produir trompetes per a Ludwig van Beethoven, que estava començant a quedar-se sord en aquesta època. Ara es conserven al Museu Beethoven de Bonn.
Cap a finals del segle xix, els audiòfons ocults es van fer cada vegada més populars. Rein va ser pioner en molts dissenys notables, incloses les seves "cintes acústiques per al cap" en què el dispositiu de l'audiòfon s'ocultava enginyosament dins del cabell o el casc. Els Aurelese Phones de Rein eren bandes pel cap fetes d'una gran varietat de formes, que incorporaven col·lectors de so a prop de l'oïda que milloraven l'acústica. Els audiòfons també estaven amagats en sofàs, roba i accessoris; aquest impuls cap a una invisibilitat cada vegada més gran sovint tenia més a veure amb amagar al públic la discapacitat de l'individu que amb ajudar l'individu a enfrontar el seu problema.

## Estetoscopi de Pinard
L'estetoscopi de Pinard és un tipus d'estetoscopi utilitzat per obstetres, dissenyat de manera similar a una trompeta. Consisteix en un con de fusta d'uns 200 mm de llarg. La llevadora pressiona l'extrem ample de la banya contra el ventre de la dona embarassada per monitorar els batecs del cor. Les banyes de Pinard es van inventar a França al segle xix i encara es fan servir en molts llocs del món.